# Bira (Zeremonie)
Bira ist der Name einer traditionellen Zeremonie bei den Shona in Simbabwe, die etwa ein Jahr nach dem Tod eines Angehörigen und dessen Begräbnis als ein zweites Totenritual stattfindet, um der ansonsten ruhelos umherstreifenden Seele des Verstorbenen wieder eine Heimat im Familienkreis zu geben.
Am Tag begibt sich die Familie mit Essen und traditionell gebrautem Hirsebier zum Grab, um die Ahnenseele zur Heimkehr zu bewegen. Das eigentliche Ritual findet abends und nachts statt, wenn ein vorher bestimmtes oder plötzlich unheilbar krank gewordenes Familienmitglied, häufig der älteste Sohn des Verstorbenen, von dessen Geist ergriffen wird und in Trance fällt. Dazu werden stundenlange Tänze aufgeführt, die von spezieller Musik der Mbira Dza Vadzimu begleitet werden. Während der Zeremonie sind „moderne“ Gegenstände (Digitaluhren usw.), welche den Geist abhalten könnten verboten.
Hirsebier wird nochmals am nächsten Morgen gebraucht, wenn es über den Kopf eines Ochsen geschüttet wird. Wackelt dieser mit dem Kopf, war das Ritual erfolgreich. Der Vorgang kann wiederholt werden. Schließlich ist die Zeremonie erfolgreich abgeschlossen, und die Ahnenseele ist im Familienkreis zur Ruhe gebracht. 
Das Bira-Ritual steht im Zentrum der Shona-Religion. Es ist notwendig, um den Kontakt mit den Ahnen aufrechtzuerhalten. Das Ritual kann auch als Mittel benutzt werden, um die gesellschaftliche Moral zu stärken, wenn der Ahn durch das Medium, während es sich in Trance befindet, Missstände oder ein Abweichen von der Tradition anprangert.
Die Religion der Shona beinhaltet auch eine vage Vorstellung von einem entrückten Himmelsgott, Mwari. Während man Schutz und Hilfe der Ahnen durch Opfer und Gefügigkeit zu gewinnen sucht, kann der Mwari bei schwerem Unglück sogar gescholten werden.